# Городецкий, Владимир Иванович (хоккеист)
Владимир Иванович Городецкий (6 мая 1946 — неизвестно) — советский хоккеист, нападающий. Мастер спорта СССР.
Воспитанник московских «Крыльев Советов». Дебютировал в чемпионате СССР в составе команды в сезоне 1963/64, всего провёл в её составе 10 сезонов. В дальнейшем высткпал за клубы низших лиг «Сокол» Киев (1973/74 — 1975/76) и «Торпедо» Тольятти (1976/77 — 1980/81, в последнем сезоне был также помощником тренера).
Победитель хоккейного турнира зимней Спартакиады народов СССР 1966 года в составе сборной Москвы.
Играл за молодёжную и вторую сборные СССР.